# Parapodisma astris
Parapodisma astris är en insektsart som beskrevs av Huang 2006. Parapodisma astris ingår i släktet Parapodisma och familjen gräshoppor. Inga underarter finns listade i Catalogue of Life.